# Parisii
Pour les articles homonymes, voir Parisii (homonymie).
Les Parisii formaient un peuple gaulois installé dans l'actuelle région parisienne, qui a donné son nom à la ville de Paris.
Selon César (53 av. J.-C.), leur ville principale (oppidum) aurait été Lutetia (Paris).
Leur homonyme Parisii était un peuple occupant ce qui est aujourd'hui le Yorkshire de l'Est en Angleterre.

## Généralités
La nation gauloise des Parisii est déjà installée dans la région au cours du IIIe siècle av. J.-C. selon les données apportées par l'archéologie moderne. Elle devient puissante car elle contrôle le trafic fluvial sur la Seine, cependant il est possible qu'ils aient été unis aux Sénons ou dépendant de ces derniers, les Sénons étant un peuple celtique plus puissant, situé immédiatement au sud des Parisii. D'ailleurs, l'évêché de Paris avait pour limites celles du pagus Parisiensis (Parisis), lui-même basé sur le cadre géographique du territoire des Parisii. Cet évêché de Paris était suffragant de celui de Sens jusqu'au XVIIe siècle. Sens était en effet la cité du pagus Senonicus (Senonge, aujourd'hui Sénonais), dont les limites étaient de la même manière celles du territoire des Sénons.
Un premier établissement prit le nom de Lucotecia (dans les sources grecques) ou Lutetia (dans les sources romaines) soit l'« argileuse », dont on a fait Lutèce en français.
Le territoire des Parisii était limité par d'importants massifs forestiers : Montmorency, Saint-Germain-en-Laye, Marly, La Juvennerie, Trappes, Chevreuse, Verrières, Sénart, Armainvillier, Bondy (disparue).
Pendant la conquête romaine de la Gaule, les Parisii ont participé au mouvement de résistance à César organisé par Vercingétorix, en 52 av. J.-C, ils fournirent un contingent de 8000 hommes.
Ils n'ont longtemps été connus que par le récit de César, dont le lieutenant Labiénus à la tête de quatre légions fit mettre le siège devant Lutèce.
Le nom de Lutetia « Lutèce » dans les locutions Lutetia Parisiorum ou Lutetia Parisiensis s'efface peu à peu au Bas-Empire devant l'adjectif latin substantivé Parisiis (datif locatif pluriel), dérivé du nom de la nation gauloise selon un processus couramment observé en Gaule (voir Angers, Tours, Bayeux, Lisieux, etc.). La première attestation épigraphique date de 305 ap. J.-C. environ, sous la forme Lutetia apud Parisios (Parisios étant à l'accusatif pluriel), ensuite on trouve Parisios [usque] en 400 - 410, puis Paris.
L'adjectif parisiensis explique Villeparisis, Cormeilles-en-Parisis, Fontenay-en-Parisis et toute la région du Parisis.

## Le nom des Parisii

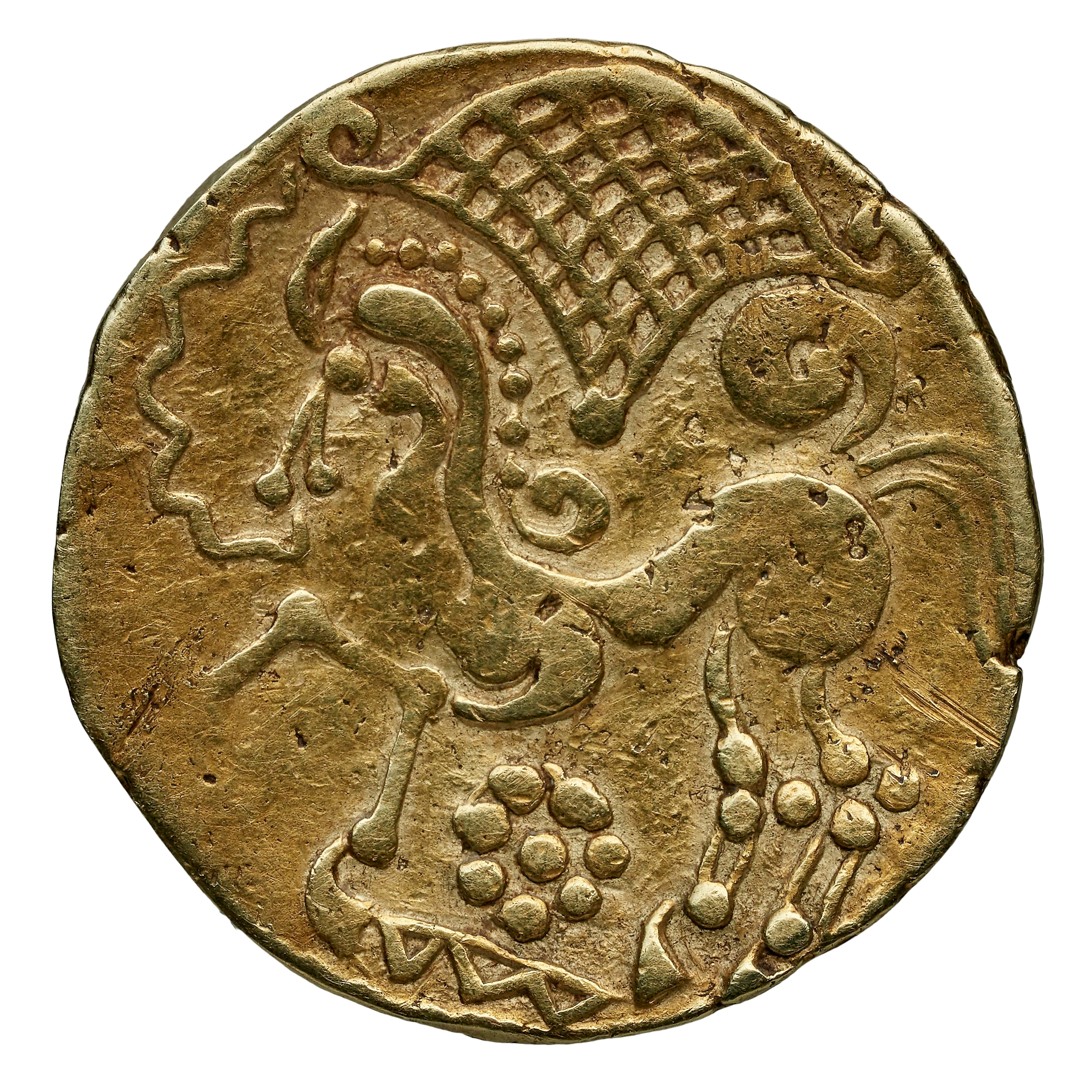
Statère d'or des Parisii, revers, datation : 150 à 100 avant J.-C. (Cabinet des médailles (BNF)).

### Mythe des origines et conjectures anciennes
Le libraire et écrivain Gilles Corrozet (1510-1568) avance trois hypothèses sur l’origine de Paris et des Parisiens. Selon la première, la capitale tire son nom du prince troyen Pâris, fils de Romus XVII, roi des Gaulois. La deuxième, rattache les Parisiens au peuple des Parrasiens, arrivés avec Hercule, en provenance d'une région de la Grèce, du côté de l’Asie. La troisième, qui associe les Parisii à la déesse égyptienne Isis est, selon lui, de loin la plus convaincante puisqu’elle est basée sur une preuve tangible, une statue de la déesse retrouvée à l’église Saint-Germain-des-Prés. Par la suite, le commissaire Nicolas de La Mare (1639-1723) concrétise la relation entre Paris et la déesse Isis et d'autres encore lui emboitent le pas.
En égyptien, les temples d'Isis étaient appelés per ou par, soit « l’enclos qui entoure la maison ». Selon cette hypothèse, Parisii résulterait de la juxtaposition de Per / Par-Isis, mot qui désigne effectivement des villes d’Égypte,, mais pas des peuples. Encore au XIXe siècle, Jean-Nicolas Déal considère que le nom d'Isis se serait perpétué sous la forme altérée d'Ésus, que l'on trouve sur le pilier des nautes parisiaques, alors qu'Esus est un dieu authentiquement gaulois représenté sous la forme d'une divinité aux caractères virils sur cette colonne.
Un des premiers à sortir du mythe dominant sur les origines de Paris est Louis de Jaucourt qui s’insurge contre les écrivains modernes (XVIIIe siècle) qui continuent à maintenir le mythe d’Isis, alors qu’aucun texte de l’Antiquité ne mentionne ces liens :
« Les auteurs qui dérivent le mot de Parisii de Para Isis, peuples sous la protection d'Isis, débitent une pure fiction. […] Nous ignorons le temps de sa fondation [de Paris] et de celui de ses premiers agrandissements ».
L'attitude qui consiste à relier un fait unique, comme la découverte d'une statue d'Isis, certes avérée, à l'étymologie du nom de la ville actuelle, témoigne à la fois d'une volonté de trouver une origine prestigieuse à la ville et à ses habitants, car il est difficile d'admettre que Paris doive sa fondation à une modeste tribu gauloise, et surtout d'une absence de méthodologie, le mythe, l'histoire ou l'archéologie ne pouvant en aucun cas se substituer à l'onomastique pour expliquer l'origine d'un nom propre. Or à l'époque on ignore tout de cette discipline. Linguistiquement, cette solution n'est pas envisageable : le nom du peuple n'est pas *Parisis, mais Parisii qui est un pluriel comme le sont tous les noms des tribus gauloises, par exemple les Mandubii, le singulier devait être du type *Pariso- / *Parisio-, latinisé en Parisius. En outre, si *Parisis avait été emprunté à une autre langue par le latin, il aurait été assimilé sur le modèle de la 3e déclinaison, celle en -is de cīvis qui fait cīvēs au nominatif pluriel et non pas *cīvii. De même, Isis est restée Isis en latin, le -s [s] final n'étant susceptible de s'amuïr ni en latin, ni en grec, ni en gaulois. Quant au mot Parisis pour désigner le « pays de France » et que l'on rencontre comme élément de toponyme dans Cormeilles-en-Parisis, Fontenay-en-Parisis ou Villeparisis, il résulte de l'évolution phonétique en ancien français de l'adjectif latin Parisiensi(s), accolé au nom du pagus, c'est-à-dire pagus Parisiensis, -ensis représentant le suffixe latin qui permet de dériver des noms de pays à partir d'un toponyme ou ethnonyme local. Il a donné la terminaison -is dans ce cas. Enfin aucun élément dans la toponymie française ne reflète un quelconque usage de l'égyptien ancien en Gaule, même en tant qu'emprunt. Quant à l'histoire, elle vient renforcer les conclusions de la linguistique, puisque les spécialistes n'admettent l'existence d'un culte à Isis en Gaule et en Grande-Bretagne qu'après la conquête romaine (au premier siècle de notre ère en Narbonnaise) et il témoigne simplement du syncrétisme religieux dans l'Empire romain, alors que la présence du peuple gaulois des Parisii (et leur nom même) est attestée à cet endroit plusieurs siècles avant cette conquête.

### Étymologie
L'un des premiers auteurs à proposer une étymologie plus pertinente est Jacques-Antoine Dulaure, archéologue et historien du XVIIIe – XIXe siècles, il démontre que les premiers Parisiens, les Parisii, ne descendaient ni du Troyen Pâris, fils du roi Priam, ni de la déesse égyptienne Isis, mais plutôt d’une petite peuplade « qui se composait d’étrangers, peut-être originaires de la Belgique, échappée au fer de ses ennemis ». Selon Dulaure, Parisii signifie « peuple de frontière » .
Cependant, aujourd'hui encore l'origine et la signification de l'ethnonyme Parisii n’est pas établie avec certitude, car le celtique ancien est encore assez mal connu au début du XXIe siècle. Les Parisi(i) étant un peuple celte, leur nom, comme celui de toutes les nations celtes de Gaule est fort probablement celtique. Le nom doit s'analyser comme Par(i)-sii .
Une autre proposition est l'étymologie d'Alfred Holder (en) qui rapproche le nom de Parisii du gallois paraf, peri « causer, provoquer ; ordonner de faire », d'où peryf « chef, commandant » ; ainsi signifierait le nom Parisii « provocateurs, ceux qui ordonnent ».
Le spécialiste du celtique Xavier Delamarre suggère un nom basé sur la racine gauloise *pario-, chaudron, terme attesté dans les langues celtiques insulaires : vieux cornique et vieux breton per ; gallois pair ; etc. et dans des langues romanes contemporaines : occitan par / pairòl ; lyonnais per ; catalan perol ; etc. qui signifient tous « chaudron ». Le second élément -si(i) est un pluriel mal identifié, il peut s'agir éventuellement du thème démonstratif *so- ou *sio au pluriel, c'est-à-dire un pronom démonstratif au sens de « ceux ». La signification du nom serait « ceux du chaudron » ou « ceux (qui font) des chaudrons », le chaudron jouant un grand rôle dans la civilisation celtique. Il avait aussi un caractère magique dans les mythologies indo-européennes et celtiques en particulier.
Le pilier des Nautes parisiaques donne un dérivé du nom dans l'inscription : nautae Parisiaci « nautes de chez les Parisi », même si nautae est un emprunt au latin, Parisiaci est dérivé avec le suffixe gaulois -acon, celtique -*āko(n) devenu -acum en gallo-roman. C'est un suffixe localisant à l'origine.
Le [kʷ] du proto-celtique ([kʷ] indo-européen, ex. : latin quattuor « quatre ») est passé à [p] en gaulois et en brittonique (ex. : gaulois *petor cf. petoritum « véhicule à quatre roues », gallois pedwar, breton pevar « quatre »), alors qu'en gaëlique il est devenu [k] (ex. : irlandais ceathair « quatre »), de la même manière, l'équivalent irlandais du gaulois *pario- est-il coire « chaudron, marmite ». On retrouve la forme du proto-celtique *kʷarios dans le nom des Quariates, autre peuple gaulois, et qui se perpétue dans le toponyme Queyras, mot basé sur un même radical Quari- > Pari- avec un autre suffixe : -ati-. Le nom du chaudron est peut-être attesté dans l'anthroponymie gauloise avec des noms de personnes tels que Paris, Parus, Paricus, etc., en tout cas leurs radicaux Par(i)- sont analogues à celui que l'on trouve dans Pari-sii.

## Histoire et archéologie
Selon César, l'oppidum des Parisii, Lutèce, se situe sur une île de la Seine.
Il s'y rend en personne en 53 av. J.-C. pour y tenir son Grand Conseil des Gaules. Parti un an plus tard d’Agedincum (Sens), son lieutenant Labiénus remonte le cours de la Seine jusqu'au territoire des Parisii. Il y affronte la vaste coalition menée par le vieux chef des Aulerques Camulogène (Camulogenos). Forcé de se replier sur Metlosedum (Melun), Labiénus jette un pont de bateaux pour traverser le fleuve et s'empare de Lutèce par surprise. Ses défenseurs seront tous massacrés jusqu'au dernier.
La localisation de cet évènement a donné lieu à de nombreuses controverses au sein des historiens et des archéologues, car le texte de César, comme souvent, est fort lacunaire en matière de topographie. S'agit-il de l'Île de la Cité, de la rive droite ou de la rive gauche?
Pendant longtemps les archéologues ont considéré que l'oppidum de Lutèce était introuvable, car ils ne trouvaient aucun vestige attribuables à cette période.
Une explication récente à cette énigme a toutefois peut-être enfin été trouvée : à la faveur de fouilles effectuées lors de la construction de l'A86, des traces d'une très importante cité proto-urbaine (plus de 15 ha, soit le double de l'île de la Cité à Paris), des tombes de guerriers gaulois, des équipements urbains importants, etc., sont trouvés à Nanterre, qui tire justement son nom *Nemetodurum, d'un nemeton celtique. Un vaste quartier d’habitation et une nécropole d’une trentaine de tombes, datant respectivement des Ier et IIIe siècles av. J.-C. y sont en effet découverts.

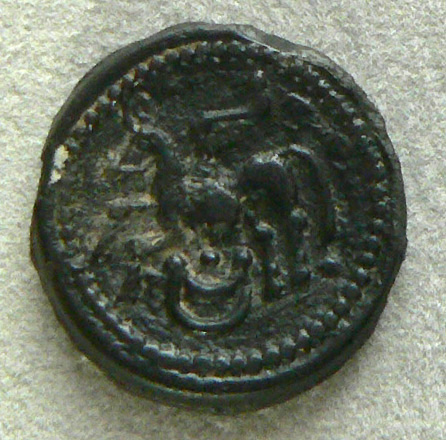
Monnaie des Parisii, Cabinet des médailles de la Bibliothèque nationale de France.

Au cœur d’un important projet d’aménagement reliant les berges de la Seine à l’arche de la Défense, Nanterre accueille, en 2008, une grande exposition inédite consacrée aux fouilles archéologiques réalisées sur son territoire depuis maintenant 1993.
La présence de ces vestiges prouve l’existence d’une agglomération gauloise importante sur le territoire des Parisii et relance le débat autour de certains enjeux archéologiques contemporains… S'agit-il de la Lutèce gauloise ? 
On a cependant trouvé des traces archéologiques d'une cité gauloise lors de fouilles sous la préfecture de Police sur l'île de la Cité. De plus les nemetons sont généralement en limite de territoire, ce qui est effectivement le cas ici, et non pas dans son centre[source insuffisante].
Divers autres sites, à Paris même, ont été proposés pour la localisation de l’oppidum : 
- l’île Saint-Louis, à la pointe méridionale ;
- la place du Petit-Pont ;
- le port Saint-Bernard ;
- le quai Malaquais ;
- le monceau Saint-Martin, appelé au Moyen Âge « l’île Saint-Martin » ;
- la montagne  Sainte-Geneviève ;
- la butte Montmartre[32].

Les Parisii ont émis des monnaies en or parmi les plus belles du monnayage gaulois, le statère des Parisii. Un important trésor  de 120 exemplaires de cette production a été découvert non loin de Nanterre à Puteaux en 1950. Le trésor de Puteaux confirme ainsi l'importance de ce secteur dans l'établissement urbain des Parisii.

## Les Parisii britons
Les Parisii, peuple homonyme de Grande-Bretagne, ont sans doute un lien avec ceux de Paris, dont des membres auraient émigré vers les îles Britanniques, au moment de la grande migration des peuples celtes. Elle s'installa dans le Yorkshire de l'Est à l'époque de l'âge du fer. Outre l'ethnonyme, une certaine analogie du mobilier archéologique et l'utilisation commune du char de combat de part et d'autre, ont permis d'avancer une théorie sur leur parenté.